# V liga polska w piłce nożnej (grupa śląska II)
V liga, grupa śląska II — jedna z 2 grup V ligi na terenie województwa śląskiego. Stanowi ona szósty szczebel rozgrywkowy (między IV ligą a klasą okręgową) systemu ligowego polskiej piłki nożnej. Organizatorem rozgrywek jest Śląski Związek Piłki Nożnej. Grupa ta obejmuje południowy obszar województwa.
Grupa powstała w 2024 roku w wyniku połączenia obu grup śląskich IV ligi, wraz z utworzeniem dwóch grup V ligi jako odrębnego szczebla rozgrywkowego pomiędzy IV ligą a klasą okręgową.

## Sezon 2024/2025

### Tabela
| Lp. | Drużyna                       | M  | Z  | R  | P  | Bramki | Bramki | Różn. | Pkt | Uwagi                       | Bezpośrednio                                                   |
| --- | ----------------------------- | -- | -- | -- | -- | ------ | ------ | ----- | --- | --------------------------- | -------------------------------------------------------------- |
| 1   | Orzeł Łękawica (M) (A)        | 30 | 22 | 8  | 0  | 85     | 36     | +49   | 74  | Awans do IV ligi            |                                                                |
| 2   | MRKS Czechowice-Dziedzice (B) | 30 | 21 | 6  | 3  | 76     | 28     | +48   | 69  | Baraże o awans do IV ligi   |                                                                |
| 3   | BKS Stal Bielsko-Biała        | 30 | 20 | 2  | 8  | 74     | 42     | +32   | 62  |                             |                                                                |
| 4   | LKS Czaniec                   | 30 | 16 | 7  | 7  | 74     | 49     | +25   | 55  |                             |                                                                |
| 5   | Forteca Świerklany            | 30 | 15 | 8  | 7  | 58     | 42     | +16   | 53  |                             |                                                                |
| 6   | Drzewiarz Jasienica           | 30 | 13 | 10 | 7  | 58     | 45     | +13   | 49  |                             |                                                                |
| 7   | GLKS Wilkowice                | 30 | 11 | 8  | 11 | 53     | 55     | −2    | 41  | WCE – LKT 2:3 LKT – WCE 1:2 |                                                                |
| 8   | LKS Tworków                   | 30 | 12 | 5  | 13 | 48     | 60     | −12   | 41  | WCE – LKT 2:3 LKT – WCE 1:2 |                                                                |
| 9   | Stal-Śrubiarnia Żywiec        | 30 | 11 | 5  | 14 | 52     | 62     | −10   | 38  | ŚRU – SKO 3:0 SKO – ŚRU 1:1 |                                                                |
| 10  | Beskid 09 Skoczów             | 30 | 10 | 8  | 12 | 43     | 45     | −2    | 38  | ŚRU – SKO 3:0 SKO – ŚRU 1:1 |                                                                |
| 11  | Błyskawica Drogomyśl          | 30 | 9  | 5  | 16 | 54     | 65     | −11   | 32  |                             |                                                                |
| 12  | GKS II Jastrzębie1            | 30 | 8  | 5  | 17 | 57     | 72     | −15   | 29  |                             |                                                                |
| 13  | Tempo Puńców (S)              | 30 | 6  | 7  | 17 | 31     | 53     | −22   | 25  | Spadek do klasy okręgowej   | TEM: 9 pkt, różn. +4 ISK: 6 pkt, różn. -1 LKR: 3 pkt, różn. -3 |
| 14  | Iskra Pszczyna (S)            | 30 | 7  | 4  | 19 | 41     | 77     | −36   | 25  | Spadek do klasy okręgowej   | TEM: 9 pkt, różn. +4 ISK: 6 pkt, różn. -1 LKR: 3 pkt, różn. -3 |
| 15  | LKS Krzyżanowice (S)          | 30 | 6  | 7  | 17 | 43     | 71     | −28   | 25  | Spadek do klasy okręgowej   | TEM: 9 pkt, różn. +4 ISK: 6 pkt, różn. -1 LKR: 3 pkt, różn. -3 |
| 16  | Podhalanka Milówka (S)        | 30 | 3  | 5  | 22 | 38     | 83     | −45   | 14  | Spadek do klasy okręgowej   |                                                                |

### Baraże o awans
W barażach o awans uczestniczyły 3 drużyny: 15. zespół IV ligi oraz wicemistrzowie V ligi. W I rundzie zmierzyły się drużyny z V ligi a zwycięzca awansował do II rundy, gdzie zmierzył się z drużyną z IV ligi. Zwycięzca II rundy uzyskał prawo do gry w IV lidze w następnym sezonie.

#### I runda
| 18 czerwca 2025 | Znicz Kłobuck | 2:2 k. 5:4 | MRKS Czechowice-Dziedzice |  |
| 17:30           |               |            |                           |  |

#### II runda
| 21 czerwca 2025 | Odra Wodzisław Śląski | 0:2 | Znicz Kłobuck |  |
| 17:00           |                       |     |               |  |